# Naxa obliterata
Naxa obliterata är en fjärilsart som beskrevs av W. Warren 1893. Naxa obliterata ingår i släktet Naxa och familjen mätare. Inga underarter finns listade i Catalogue of Life.